# Шульц, Михаил Михайлович
Михаи́л Миха́йлович Шульц (1 июля 1919 года, Петроград — 9 октября 2006 года, Санкт-Петербург) — учёный-химик, физикохимик, художник. Действительный член АН СССР (1979, с 1991 — РАН), Герой Социалистического Труда (1991), лауреат двух Государственных премий СССР.
Шульц написал ряд работ по термодинамической теории, термодинамике гетерогенных систем, теории стёкол, химии и электрохимии стекла, мембранной электрохимии, теории ионного обмена и фазовых равновесий многокомпонентных систем, теории стеклянного электрода. С именем учёного связано становление pH-метрии и ионометрии, организация производства измерительной аппаратуры и материалов, широко используемых в медицине, химической и ядерной промышленности, в авиа- и ракетно-космической технике, в сельском хозяйстве и многих других областях.

## Биография
Родился в русской православной семье. М. М. Шульц был крещён в 1919 году в Петрограде, отпет в Константино-Еленинском монастыре в субботу 14 октября 2006 года — в день Покрова Пресвятой Богородицы.
Отец Михаил Александрович Шульц (1896—1954) был офицером из последнего выпуска Императорского морского кадетского корпуса (1916. М. А. Шульц с 1920 по 1925 год — в командном составе Черноморского флота. Репрессирован в 1925 году, получив 10 лет СЛОН, освобождён в 1937 году как ударник строительства канала Москва-Волга. Уже находясь «на вольном поселении» и свободно владея квалифицированным чтением лоций, был лоцмейстером канала. Реабилитирован в 1991 году.
Дед Михаила Михайловича — Александр Иванович (2-й) Шульц (1870—1935; женат на Екатерине Лачиновой), губернский пробирер, участник Первой мировой войны, естествоиспытатель-любитель, охотник, птицелов; учёный — правнук полковника Ивана Александровича Шульца (1843—1912), гласного Санкт-Петербургской городской думы, председателя Оценочной комиссии домовладения столицы (с 1896 по 1912 год), чьей женой была дочь полковника Наталья Васильевна Осипова. Другой прадед М. М. Шульца — русский физик Дмитрий Александрович Лачинов, женатый на шведке Лауре Бенедиктовне Нагель.
Михаил Михайлович — праправнук Александра Ивановича (1-го) Шульца (1809—1852), сотрудника А. Л. Майера.
Мать Шульца, Елена Сергеевна (1895—1991), выпускница школы ОПХ, ученица Н. К. Рериха и А. Р. Эберлинга, одна из семи дочерей делопроизводителя Императорской Академии художеств надворного советника Сергея Ивановича Барсукова (1864—1911) и Александры Васильевны Евдокимовой.
Шульц — потомок немецкого скульптора, датского королевского медальера Антона Шульца, выполнявшего заказы русского императорского двора ещё в Копенгагене и прибывшего на службу в Россию при Петре Великом.
М. М. Шульц хорошо рисовал: приехав в Ленинград в 1937 году, он стоял перед выбором — поступать в Академию художеств или в университет. Применение его способности в судьбоносные для «Данаи» минуты; в дальнейшем он тесно сотрудничал с реставраторами, он был консультантом и внештатным сотрудником Государственного Русского музея.

### Краткая хронология жизни[23][24]
- 1937 — окончил с отличием среднюю школу в Старой Руссе, где оказался с матерью и сестрой Ириной как сын «врага народа», «участника контрреволюционного монархического заговора» (по ограничению мест проживания для административно высланных — «минус 6»[25]; первоначально обосновались в Порхове).
- 1937—1941 — студент химического факультета ЛГУ.
- 1938 — вступил во Всесоюзное химическое общество им. Д. И. Менделеева.
- 1941—1945 — доброволец, старший лейтенант, начальник химслужбы батальона. На фронте встретил свою будущую жену, телеграфистку, впоследствии учительницу Нину Дмитриевну Паромову[26][27], с которой прожил 62 года[28][29].
- 1946 — вступил в ВКП(б) (кандидат с 1944 года)[30] — о выходе заявления не подавал, но и в КПРФ не состоял.
- 1947 — окончил с отличием химический факультет ЛГУ.

Тогда я привёз в батальон книгу Партингтона «Курс химической термодинамики» 1932 года издания, в редакции А. В. Раковского и в переводе Якова Ивановича Герасимова, с которым мне впоследствии, через двадцать с лишним лет, довелось сотрудничать при издании «Курса физической химии» (мог ли я и помыслить об этом в конце марта 44-го!), эта «военная» книга сохранилась, сохранились в ней даже закладки той поры. Несмотря на особенности, о которых я уже говорил: предпочтительность постижения через живое общение, Партингтону я многим обязан… Таким образом, вернувшись на химфак, я начинал не «с белого листа», однако предпочёл пройти курс, который закончил перед войной. Была возможность просто получить диплом…, но я испытывал потребность в крепких знаниях по интересующей меня дисциплине, а не в получении образования как такового. Об этом есть очень хорошие мысли у Д. И. Менделеева, которые сводятся именно к тому, что знания будущий учёный получает для того, чтобы наилучшим образом их применить, чтобы быть полезным для науки, а следовательно — и для людей, и неважно, где он их получит…

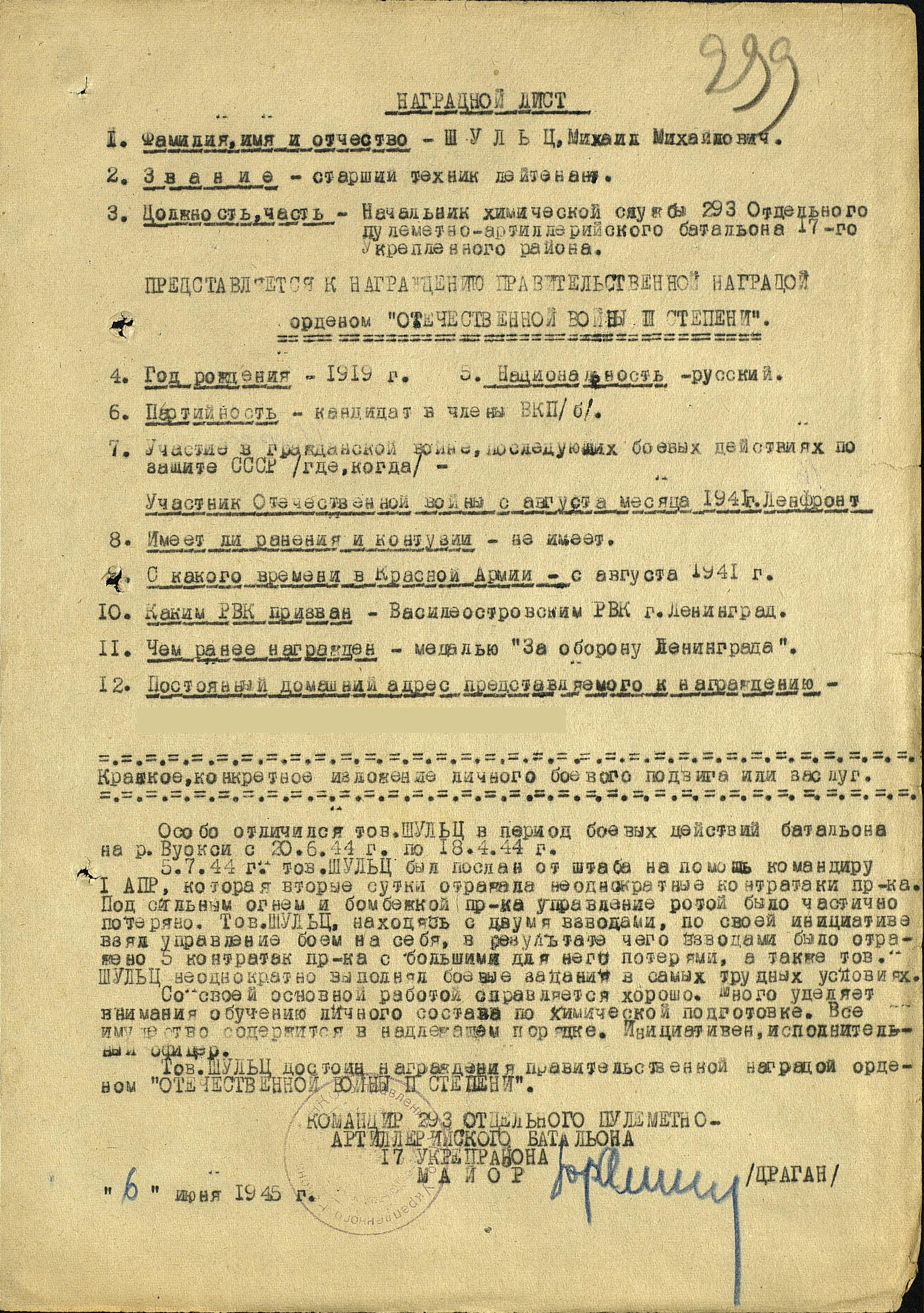
Наградной лист М. М. Шульца

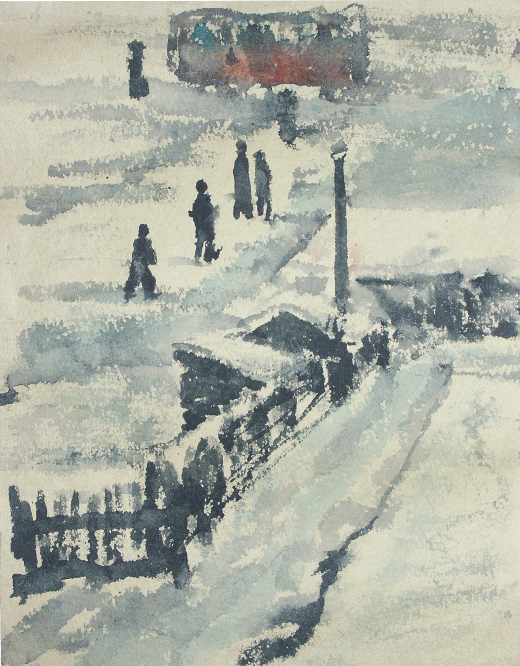
М. Шульц. Кольцо автобуса. Акварель. 1968

- 1947—1950 — аспирантура (руководитель профессор Борис Петрович Никольский).
- 1951—кандидат химических наук (диссертация «Исследование натриевой функции стеклянных электродов»)[34].
- 1953—доцент кафедры физической химии ЛГУ, сотрудничество в области термодинамики гетерогенных систем с профессором А. В. Сторонкиным, вторым его учителем, основателем кафедры теории растворов (впоследствии переименованной организатором в кафедру химической термодинамики и кинетики) химического факультета ЛГУ, признанным лидером на том этапе развития ленинградской термодинамической школы[28][35].
- 1956—1972 — заведующий организованной им Лабораторией электрохимии стекла НИИ химии ЛГУ.
- 1965—доктор химических наук (диссертация «Электродные свойства стёкол»)[36], утверждён в учёном звании профессора.
- 1967—1972 — декан химического факультета ЛГУ.
- 1972—1998 — директор Института химии силикатов им. И. В. Гребенщикова АН СССР (РАН) (построено новое здание института — площади увеличились втрое).
- 1972—член-корреспондент АН СССР.
- 1979—действительный член АН СССР (с 1991 — РАН).
- 1975—1990 — главный редактор журнала «Физика и химия стекла» (изд. с 1975).
- 1990—председатель секции физической и коллоидной химии Центрального правления ВХО им. Д. И. Менделеева[37].

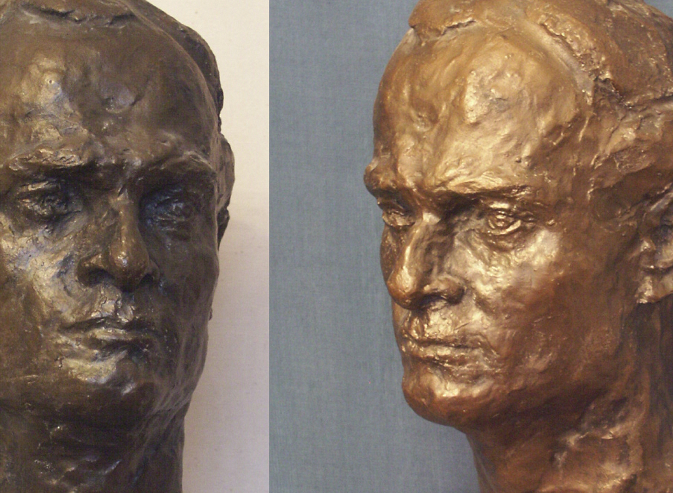
Г. А. Шульц. Портрет М. М. Шульца. Бронза. 1969

Он был племянником русско-французского художника Льва Александровича Шульца и скульптора Гавриила Александровича Шульца. И если с первым Михаил Шульц смог «познакомиться», по ряду непреодолимых обстоятельств, только после 1991 года, то Гавриил Шульц играл определённую роль и в становлении личности племянника с «младых его ногтей», — в мировоззрении того, как художника, впоследствии, после войны, дружба связывала их почти сорок лет, на протяжении которых они оказывали друг другу моральную поддержку, деля радости и печали, прибегая к взаимной помощи в решении своих проблем, о чём свидетельствует их интенсивная переписка (в архиве учёного сохранилось более 400 писем Г. А. Шульца). Благодаря ему Михаил Шульц имел возможность накоротке общаться со многими художниками, быть «своим» в этой среде, а учёные круга Михаила Михайловича хорошо знали этого импозантного (почти двух метров ростом), обаятельного и лёгкого в общении — его старшего друга.
Учёный также увлекался фотографией, садоводством, принимал активное участие в родословных исследованиях.

## Научные достижения

### Основные направления исследований

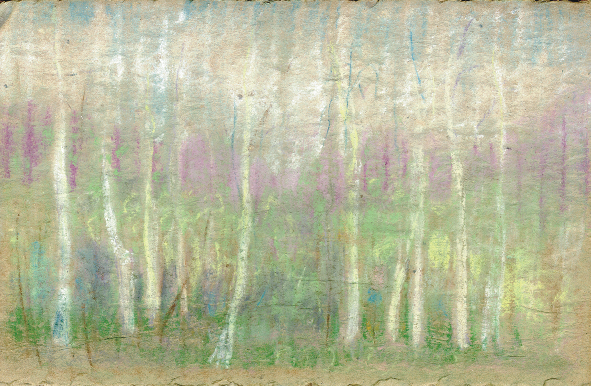
М. Шульц. «Осенняя роща 2». Пастель, 1995

Михаил Шульц — автор фундаментальных трудов по физической химии, термодинамической теории, термодинамике гетерогенных систем, химии и электрохимии стекла, мембранной электрохимии, теории ионного обмена и фазовых равновесий многокомпонентных систем, теории стеклянного электрода, всего — более 500 научных работ (свыше 650 публикаций), в том числе ряда монографий и около 20 изобретений. С его именем связано становление pH-метрии и ионометрии, создание и организация производства измерительной аппаратуры и материалов, широко используемых в медицине, химической и атомной промышленности, в авиакосмической технике, в сельском хозяйстве и многих других областях. Он стоит у истоков промышленного производства pH-метров. Учёным проведены исследования тугоплавких оксидов и гетерогенных систем, разработан метод расчёта изменений термодинамических свойств гетерогенных систем по данным о составе сосуществующих фаз и изменениях химического потенциала только одного компонента («метод третьего компонента», помимо естественнонаучной, имеющий философскую подоплёку, и называемый ещё «методом Шульца-Сторонкина»). М. М. Шульц обобщил условия устойчивого равновеся Гиббса для гетерогенных систем (1954). В рамках термодинамической теории существует «правило Филиппова-Шульца». Особым разделом в научном творчестве М. М. Шульца явилось изучение термодинамических свойств методом масс-спектрометрии. Получено обобщение экспериментальных данных о процессах испарения и термодинамических свойствах силикатных, боратных, германатных и фосфатных расплавов при высоких температурах. В количественном соответствии с результатами методов ЭДС и калориметрии определены термодинамические функции ряда систем. Этот метод особенно перспективен для исследования многокомпонентных систем, имеющих широкие практические области применения и по определённым причинам недоступных исследованиям другими термодинамическими методами. В последние годы научной деятельности М. М. Шульца получили развитие работы, направленные на создание единой шкалы pO для оксидных расплавов и исследование процессов стеклования.

### Стеклянный электрод. Наука о стекле
Пионерские исследования Лендьеля и Блюма были развиты теми, кого прежде всего интересовала уже известная по Na+ чувствительность per se (то есть селективность Na+ только относительно H+) и определение, действительно ли электроды были обратимы в термодинамическом смысле. Обзор этой работы дан Шульцем, чьи исследования, как и Никольского с Толмачёвой, особенно значительны. Действительно, Шульц был первым, кто продемонстрировал на прямом сравнении с натрий-амальгамным электродом, что некоторые стёкла ведут себя как обратимые электроды для Na+ в нейтральном и щелочном pH.

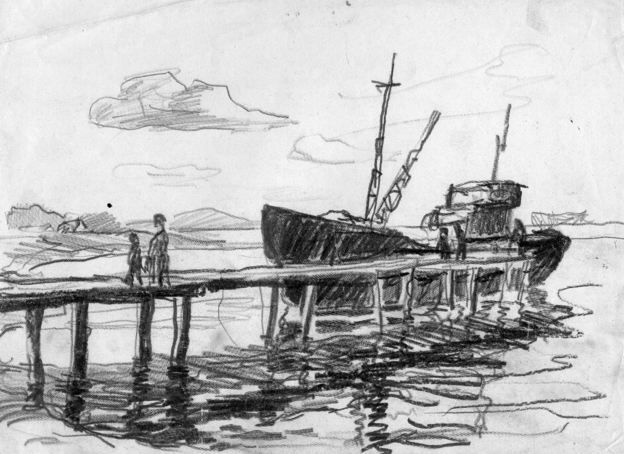
М. Шульц. «Пирс». Карандаш. 1968

В 1951 году Шульцем первым термодинамически строго доказана натриевая функция различных стёкол в разных областях pH, чем подтверждена справедливость одной из ключевых гипотез ионообменной теории стеклянного электрода — термодинамическая теория стеклянного электрода Никольского-Шульца-Эйзенмана, и что предвосхитило многие направления дальнейших исследований, а его первый труд «Исследования натриевой функции стеклянных электродов» относится к наиболее значительным из всех написанных по стеклянному электроду и открывает путь к промышленной технологии последнего, — формированию ионометрии со стеклянными, позднее — с мембранными электродами. В контексте развития «обобщённой» теории стеклянного электрода учёным установлено влияние механизма диффузионных процессов в стёклах и ионитах на их электродные свойства и получены новые количественные выражения, в которых учитываются динамические и энергетические характеристики ионообменников. М. М. Шульцем введено в термодинамическое рассмотрение процессов в мембранах представление о различной способности к диссоциации ионогенных групп стекла, что позволило в строгой аналитической форме связать электродные свойства стёкол и ионитов с их химическими особенностями. Возглавляя основанную им Лабораторию электрохимии стекла, выполнявшую совместно с рядом учреждений правительственное задание по разработке средств рН-метрии (с 1954), М. М. Шульц организовал систематизированное исследование электродных свойств стёкол в зависимости от их состава, введя в практику в числе прочих — оригинальный метод использования с этой целью и самого стеклянного электрода («электродный метод»).
Михаил Михайлович и сотрудники подробно изучили электродное поведение свыше тысячи различных по составу стёкол — поистине титанический труд.
… Первые результаты по Мёссбауэр-эффекту в железосодержащих стёклах упомянуты в диссертации Михаила Михайловича. Сейчас их значительно больше, но здесь не место для их обсуждения. Замечу лишь, что спектр возможных состояний атомов железа, вообще говоря, оказывается чрезвычайно сложным и что для интерпретации Мёссбауэровских спектров данные, полученные М. М. Шульцем и сотрудниками представляют исключительный интерес.

— Из отзыва сотрудника Радиевого института им. В. Г. Хлопина профессора ЛГУ А. Н. Мурина.

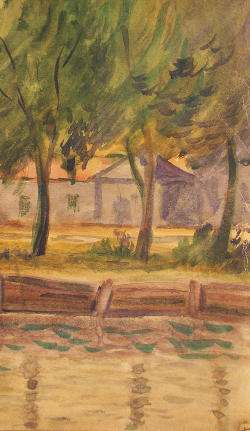
М. Шульц. «Вечер в Клайпеде». Акварель, гуашь. 1970

В 1950—1960 гг. М. М. Шульцем с сотрудниками на основании представительных серий стёкол было оценено влияние третьего компонента на электродные свойства щёлочно-силикатных стёкол (в качестве такового выступал практически любой элемент периодической системы Д. И. Менделеева, способный присутствовать в стекле).

### Окислительно-восстановительный потенциал, редокс-электрод
Работа по исследованию стеклянного электрода мною была начата ещё в 1939 году, на третьем курсе.
Начинать нужно было с создания установки для измерений ЭДС гальванических элементов с большим внутренним сопротивлением (более 1000 MOm). Прибор мы не могли приобрести, и я сделал его сам, для этого пришлось познакомиться с устройством ламповых усилителей для очень малых токов ― менее 10-13. Сооружение это должно было включать электропроводящие мембраны из стекла, на концах оно должно иметь обычные электроды и выходить на вольтметр. Теперь я сам мог измерять зависимость электро-движущих сил гальванического элемента со стеклянными мембранами, что позволяло с одной стороны судить о свойствах раствора, а с другой – по виду этой зависимости можно было судить о свойствах стекла, о его строении. Удалось выполнить несколько опытов. Эта работа и была прервана войной.

— Из воспоминаний М. М. Шульца. Стеклянный электрод.
Обмен навыками лабораторной, экспериментальной работы был присущ учёным этого круга. Так, некогда «коллоидник» профессор Иван Иванович Жуков (член-корреспондент АН СССР, заведующий кафедрой физической и коллоидной химии ЛГУ в 1929—1939 годы) научил Бориса Никольского варить стекло, выдувать электроды; Борис Петрович, в свою очередь, научил этому в довоенные годы Михаила Шульца и т. д.
Часто исследования Шульц проводил без помощи лаборантов и стеклодувов. О его увлечённости говорит тот факт, что работая со ртутью, он, спеша приблизиться к требуемому, забывал до какой степени ядовиты пары такого реактива. Воодушевление это способствовало правильному решению, успешным опытам, но и приводило к стойкой потери здоровья: за сравнительно небольшой период он лишился всех зубов, последний выпал в начале 1960-х. В то же время он был предельно аккуратен в подготовке снарядов исследований: за всю свою жизнь не разбил ни одного химического сосуда, не вывел из строя ни одного прибора.
Шульцем в кандидатской диссертации была строго термодинамически доказана натриевая (металлическая) функция стеклянных электродов (1951), тогда же она была подтверждена на практике. В своей диссертации, написанной в 1954 году при его непосредственном участии, Н. В. Пешехонова указывает, что «исследование, выполненное Шульцем, дало строгое экспериментальное доказательство…, и показало принципиальную возможность применения стеклянных электродов из определённых сортов стёкол для измерения концентрации ионов натрия».
Эта первая значительная работа Шульца предваряла хорошо осмысленный и постадийно рассчитанный, теоретически прогнозирующй закономерные эксперименты и, наконец ― весь ход последующих исследований свойств широкого ряда стёкол различного состава, влияющих на функции стеклянного электрода (в том числе и интересовавшую многих учёных ― окислительно-восстановительную). В приведённой выше цитате (из отзыва проф. А. Н. Мурина) констатируются результаты исследований М. М. Шульца и руководимых им сотрудников (периода с середины 1950-х ― до начала 1960-х годов). Между тем, предшествовала им программа, разработанная М. М. Шульцем (с учётом индивидуальных интересов и способностей) для лаборатории электрохимии стекла (ЛЭС), и подразумевавшая, в виде развития теории стёкол и теории стеклянного электрода, большой цикл разнообразных экспериментов.
А. А. Белюстин рассказал:
«Как мэтра Михаила Михайловича мы никогда не воспринимали. Помню, как он организовал нашу работу. В лаборатории на столе лежала большая таблица, в которой всем нам были расписаны задания, очерёдность их выполнения. Это был залог успеха! ... Буквально с каждым из нас он стоял у стола, экспериментировал, а по вечерам теоретизировал, вместе с нами выводил формулы, обобщая полученное сотрудниками.

... Он одинаково уважительно разговаривает со студентом, профессором, механиком. Механики и стеклодувы просто любят его.
Начиная с 1920-х годов, к началу 1960-х в арсенале исследователей, причастных к междисциплинарным областям науки, аккумулировалось очень много чрезвычайно важных новых данных, имеющих непосредственное отношение к оксредметрии.

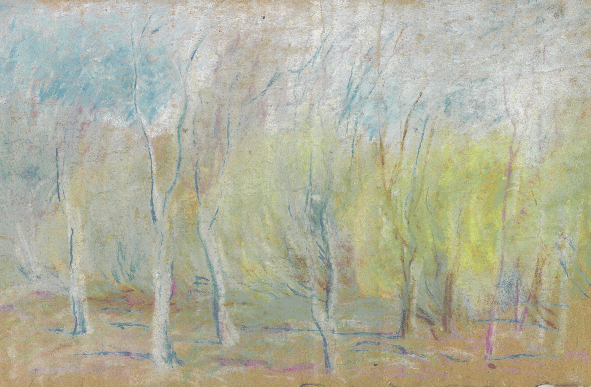
М. Шульц. «Осенняя роща 1». Пастель, 1995

О многолетних научных контактах М. М. Шульца с одним из ведущих специалистов в этом направлении физической химии, заведующим лабораторией растворов электролитов Мстиславом Сергеевичем Захарьевским (ЛГУ, основана в 1956) говорит тот факт, что они (под руководством Б. П. Никольского) от ЛГУ были основными организаторами в стране промышленного производства стеклянных электродов (с начала-середины 1950-х годов вплоть до смерти М. С. Захарьевского в 1965 году), вместе ездили в командировки в СКБ АП (Тбилиси), на Завод измерительных приборов (Гомель), занимались согласованием со специалистами других научно-исследовательских организаций, корректировали исследования, проводившиеся в пределах общих их интересов в руководимых ими научных подразделениях. В 1951 году Шульцем и М. С. Захарьевским (в соавтстве с Б. П. Никольским и В. И. Иовшицем) был издан первый выпуск «Сборника практических работ по физической химии».
Научное творчество М. С. Захарьевского в области оксредметрии (при изучении протолитических равновесий и комплексообразования, в прикладных исследованиях), было направлено на совершенствование её методов и инструментов. Учёный, занимаясь (с 1930-х годов) вопросами измерения окислительно-восстановительных потенциалов микробиологических сред, при изучении бактериальных культур, почв, ― объектов иммунобиологии и эпидемиологии, фокусировал своё внимание на потенциометрическом методе. Такого рода концентрация предопределялась возможностью непрерывного измерения и регулирования технологических процессов, и, что более всего интересовало М. С. Захарьевского, в пределах изучения ― биологических. Настоящие исследования легли в основу его докторской диссертации, которую он не успел защитить; материалы её были изданы его коллегами в 1967 году в виде монографии «Оксредметрия». Его большой теоретико-практический опыт в изучении каталитически-кинетических особенностей состава электродов, применяемых в оксредметрии, несомненно имел влияние на постижение ключевых её проблем. Помимо фундаментальных и теоретико-технологических исследований в пределах названных направлений (вопросы биологии, медицины, почвоведения) также лежали интересы и Шульца. Это сказывалось на разработанной постоянно совершенствуемой и дополняемой им программы.
Существенное и, возможно, первостепенное влияние на реализацию названной программы, в частности ― относительно создания электрода с электронной функцией, оказал Рудольф Людвигович Мюллер, стоявший во главе основанной им кафедры полупроводников (ЛГУ), именно в это время его теоретические изыскания в вопросах электропроводности многокомпонентных стеклообразных систем (с 1930-х годов) начали получать практическое подтверждение. Он также был заинтересован в совместном с коллегами по химическому факультету ЛГУ развитии многих общих по тематической принадлежности направлений. В числе этих точек соприкосновения следует назвать структурные исследования стёкол и процессов, связанных с их электролитической проводимостью. Эти взаимодействия учёных касались и методологии проводившихся экспериментов. Здесь следует напомнить, что редоксметрический электрод именуется также «полупроводниковым», что сказалось на доле участия Р. Л. Мюллера, «отца» валентной гипотезы полупроводниковых стёкол (1961).
… Р. Л. Мюллер, очень талантливый учёный, отличный экспериментатор и теоретик, перед войной он был репрессирован. Трагически закончилась его жизнь – в середине 1960-х он был приглашён академиком Н. Н. Семёновым в Институт новых химических проблем в Черноголовке, и когда уже поехал в Москву для окончательного решения этого вопроса, погиб в автомобильной катастрофе.

— Из воспоминаний М. М. Шульца. Стеклянный электрод.

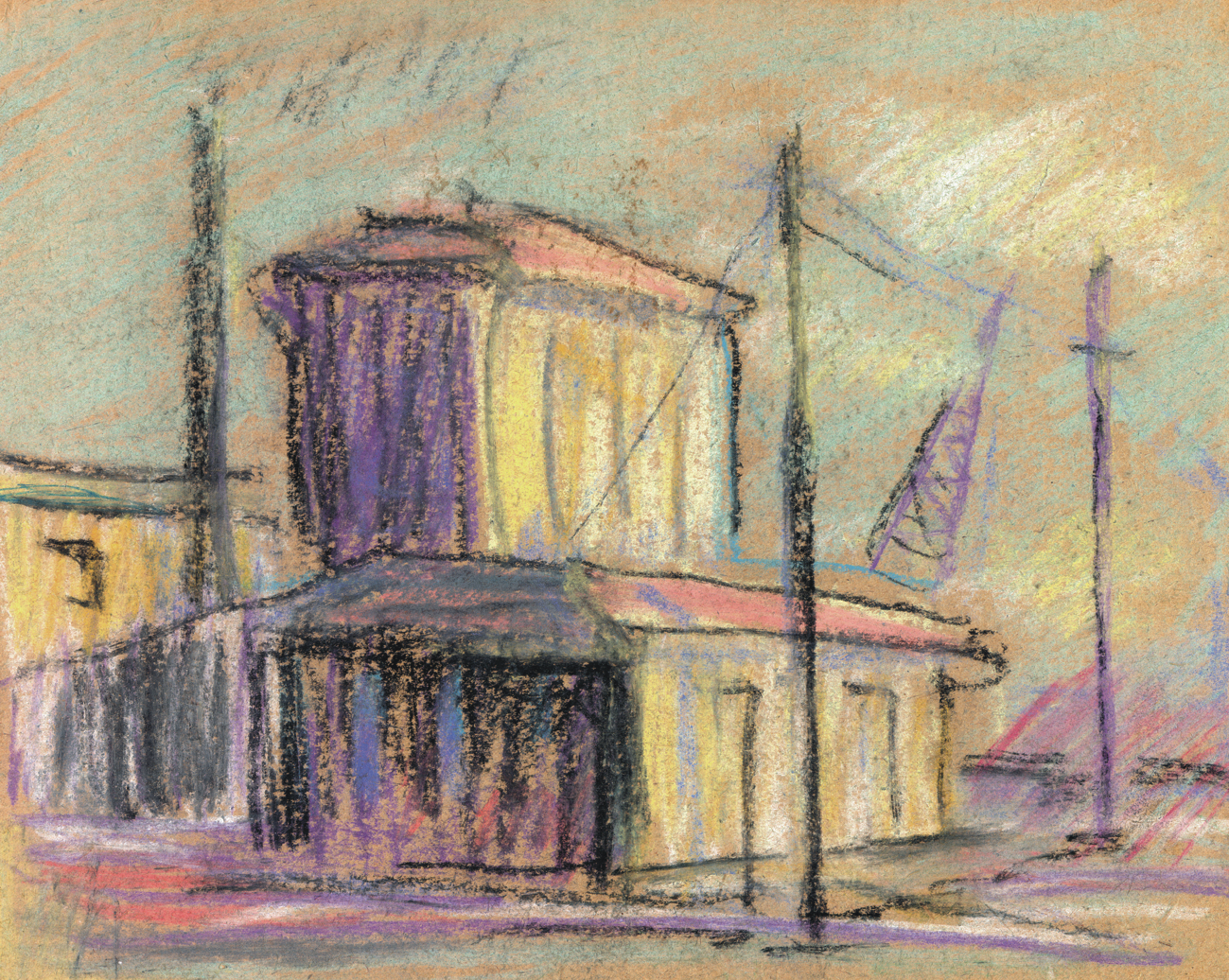
М. Шульц. Знойный вечер. 1986. Пастель

Одним из решающих факторов, повлиявших на создание стеклянного редоксметрического электрода и дальнейшего теоретического обоснования электронной проводимости железосодержащих стёкол, стало открытие физика Рудольфа Мёссбауэра, явившееся следствием использования учёным в несложном опыте положений ядерной физики и физики твёрдого тела, что дало возможность установить между этими направлениями дисциплины новые связи. Однако следствием такого соприкосновения, как, разумеется, и самого открытия немецким учёным эффекта, получившего его имя, первоначально стало только расширение возможностей ядерной физики малых энергий и изучения динамики кристаллической решётки. В дальнейшем эффект Мёссбауэра нашёл применение в исследованиях, подразумевающих теорию относительности; а далее последовало распространение его применения в металлургии, биологии и многих других разделах естественных наук, представляющихся достаточно далёкими от первоначального источника. Этот исследовательский инструмент нашёл применение и в изучении вопросов электромагнитного взаимодействия, резонансного структурного анализа (изомерного сдвига, первоначально именовавшегося химическим), ответственных за свойства стекла и соответственно — функции сделанного из него электрода.
В числе других учёных, Шульц был хорошо знаком с публикациями, затрагивавшими вопросы прикладного применения эффекта Мёссбауэра для наблюдения процессов, протекавших в стеклянных электродах, которые создавались и исследовались с целью получения такого, который будет в полной мере соответствовать своими устойчивыми характеристиками прибору, обладающему свойствами хорошо контролируемой электронной проводимости. Информация о свойствах железосодержащих стёкол в научной библиографии присутствовала с начала-середины 1950-х годов. Поэтому к началу 1960-х сложились весьма благоприятные условия к созданию такого инструмента исследования и контроля среды, который будет значительно более доступным, нежели применявшиеся в научной практике платиновые электроды. Всё это нашло отражение в указанной программе, и учитывалось на всех стадиях экспериментов.
Исследования по созданию редоксметрического электрода увенчались успехом весной 1963 года в лаборатории электрохимии стекла ЛГУ. Создателями его были Б. П. Никольский, М. М. Шульц, А. А. Белюстин и А. М. Писаревский.
Таким образом, Шульц был в числе тех, кто первым показал возможность получения стеклянного электрода с red-ox функцией (1964), что позволило создать принципиально новую измерительную технику без применения драгоценных металлов, и что дало огромный экономический эффект.

### Силикаты
С назначением Шульца директором Института химии силикатов, учёному была доверена координация изысканий уникального центра, связанных с фундаментальными исследованиями обширного класса химических соединений — с изучением строения, структуры, состава и свойств веществ, в основе которых лежит кремний, в сочетании с кислородом и другими элементами на 90 % составляющий земную кору. Таким образом, основной задачей института являются исследования веществ наиболее распространённых в природе и, соответственно — в практике. Последнее предопределяет следующие, вторичные для данного учреждения изыскания: либо разработку на основе изучения силикатов аналогов различных минералов, либо совершенно новых веществ, по тем или иным качествам превосходящих любые существующие в природе — создание таких важнейших материалов, как цемент, керамика, стекло, огнеупоры, эмали, покрытия, красители, используемые в строительстве, металлургии, в химической, оптической, электротехнической, авиационной, космической и других отраслях промышленности.
Шульц, придя в институт, в первую очередь основательно расширил применение термодинамических методов в исследовательской практике этого учреждения. Рядом важных свойств отличалась административная манера учёного. Возглавив большой коллектив исследователей, он не подчинил их деятельность своим интересам — с целью развития наиболее близких ему по тематике направлений в институте была создана лишь небольшая исследовательская группа; учёный не стал также замыкать большую часть проводившихся работ в пределах выгодных прикладных тем или выигрышных «модных» направлений, уводящих от фундаментальных исследований, свойственных основному предназначению этого учреждения (неотраслевую сущность и задачи его многократно подчёркивал ещё основатель института Илья Васильевич Гребенщиков), тенденцию эту Михаилу Михайловичу удалось сохранить даже в самое тяжёлое для отечественной науки время.
Но если говорить о будущем, то важно качественному описанию законов придать количественную форму. Это будет то, о чём я Вам всё время говорю: умение сосчитать, количественно определить, как зависят свойства состава от внешних условий — температуры и давления. Такова связь прошлого, настоящего и будущего в науке, которую я представляю. Уточню, одна из связей. Что лежит на пути этой возможности? Необходимость объединения трёх теоретических методов: термодинамики, статистической физики и квантовой химии. Квантовая химия даёт нам сведения об интимных взаимодействиях частиц между собой.

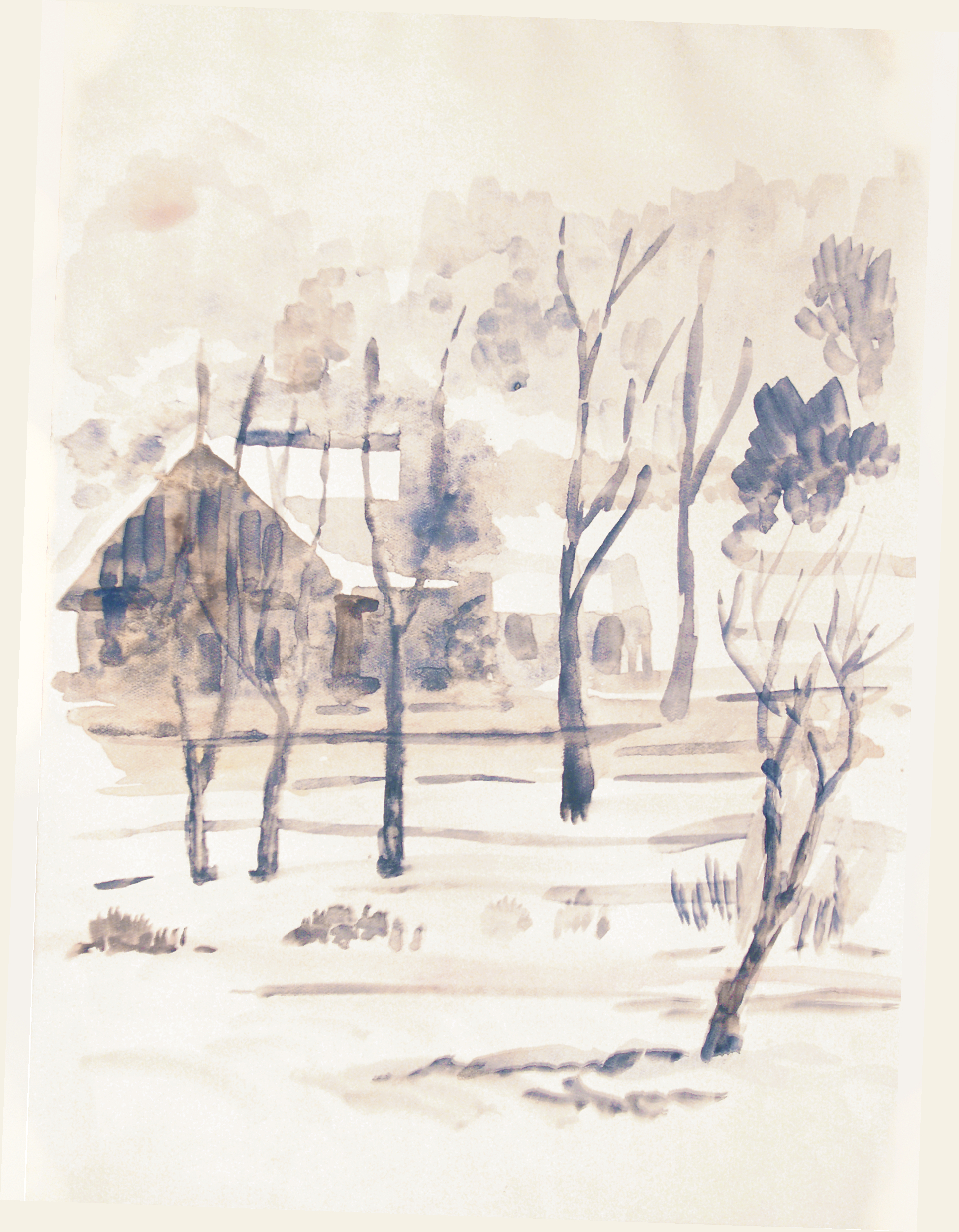
М. Шульц. Оттепель. 1978. Акварель

Статистическая физика на основе этого взаимодействия выводит статистику большого количества частиц. Скажем, нас интересует не просто пара частиц, а материал, раствор. Так, в стакане помещается жидкость объёмом 180 кубических сантиметров и содержит она 1023 молекул. Это потрясающе огромное число. И физическая статистика позволяет нам вообразить, какими свойствами будет обладать такое колоссальное количество частиц. А уже со статистической физикой в аналитических формах прямо связаны термодинамические функции. Вот тогда мы и получим химические связи и свойства в явном виде.

— Из беседы корреспондента Виктора Сидорова с академиком М. М. Шульцем.

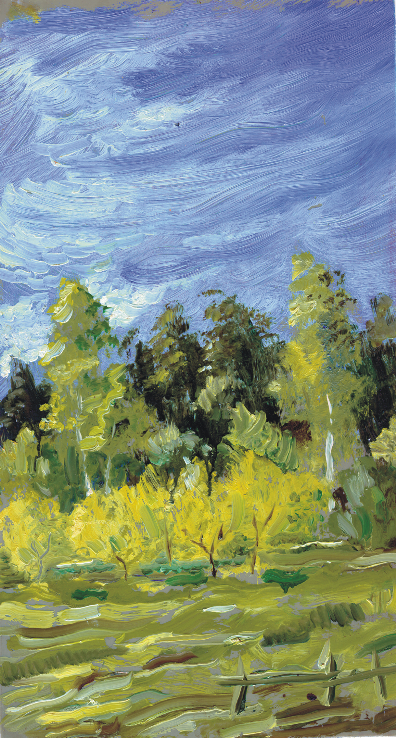
М. Шульц. «Ветер». Масло на пластике. 34,9 Х 18,7 см 1987

Особенности Шульца, и как учёного, и как администратора отмечали многие. В числе их был и профессор Иван Фёдорович Пономарёв (1882—1982), «патриарх» силикатчиков, ученик Н. С. Курнакова и Г. А. Таммана, «заставший» ещё Д. И. Менделеева, сотрудничавший с Е. В. Бироном. Он был автором перевода монографии, настольной книги силикатчиков «Кремнезём и силикаты» А. Л. Ле Шателье, с которым был знаком и состоял в переписке. Иван Фёдорович, являясь вместе с И. В. Гребенщиковым, П. П. Будниковым и другими учёными одним из инициаторов создания Института химии силикатов, приветствовал назначение М. М. Шульца на должность руководителя этого исследовательского центра и пристально следил за его деятельностью. И. Ф. Пономарёв, проживший сто лет, до последних дней своих сохранял светлое сознание и ясность ума, последнее письмо учёный прислал М. М. Шульцу в 97 лет.
Согласно концепции стекла, сформированной Шульцем, им предложена новаторская идея введения для стёкол и расплавов, по аналогии с pH для водных растворов, меры кислотности — pO (отрицательный логарифм активности кислородных ионов O2−) и стандартизации методов её измерения: степень рО обратнопропорциональна степени основности и концентрации оксида. Идея эта, являя собой продолжение «растворной» тематики в традициях менделеевской школы, реализует также чаяния и предположения, высказанные Д. П. Коноваловым ещё в 1898 г. на X съезде естествоиспытателей и врачей.
Шульц участвовал в создании волоконных световодов из безводного кварцевого стекла в сотрудничестве с академиком А. М. Прохоровым, академиком Е. М. Диановым и другими учёными. Под руководством и при непосредственном участии Шульца разработаны жаропрочные неорганические покрытия для защиты конструкционных материалов космической техники (в том числе для военной ракетной техники, для космического корабля многоразового использования «Буран») и тонкослойные покрытия на полупроводниковый кремний для электронной промышленности, органо-силикатные коррозионностойкие, антиобледенительные, электро- и теплоизоляционные, радиационностойкие покрытия для строительства, электротехники и судостроения. Немал вклад учёного в деле разработки новых строительных материалов. Из проектов этого профиля было, например, научное руководство исследованиями по программе «Инженерного центра каменного литья», выполнявшего заказы нескольких крупных строительных организаций.
Всё, что до этого я говорил, можно было бы определить как сведение химических проблем к физическим. Однако это неправильно.
Химия имеет собственные теоретические методы и подходы. Всё-таки в недрах химии родился Периодический закон, который до сих пор является руководящим при рассмотрении любых химических явлений и процессов. Уже потом физики раскрыли существующую природу этого закона. Менделеев не знал строения атома, но в том и проявился его гений: не зная строения атома, найти Периодический закон!
… Не на кончике пера физика появятся новые химические законы, а в лаборатории химика. А вот уж после этого пусть физика объяснит закон, а математика вооружит его чёткими формулами.

— Из беседы корреспондента Виктора Сидорова с академиком М. М. Шульцем.

### Научный стиль

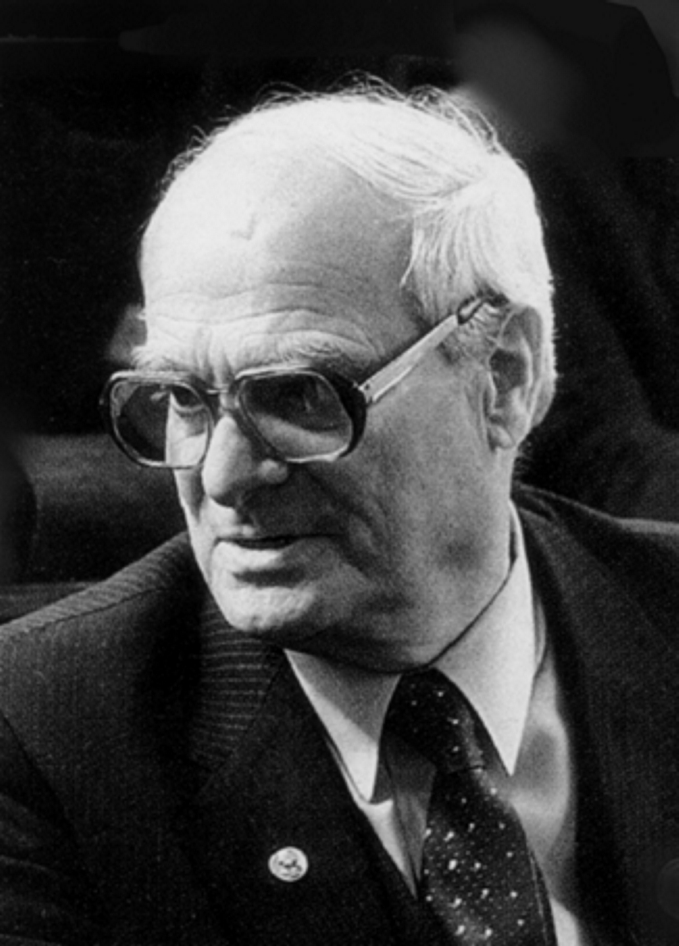
Михаил Шульц. 1986

Шульц, как и многие его предшественники и непосредственные учителя Б. П. Никольский и А. В. Сторонкин, принадлежал во всех направлениях своих исследований к школе М. В. Ломоносова — Д. И. Менделеева — Д. П. Коновалова — М. С. Вревского (разумеется, с включением в данное научное «родословие», в части его, касательство имеющей к термодинамике, Д. У. Гиббса). Это справедливо и в отношении его трудов в науке о стекле — учёный по праву занял место в когорте российских её создателей, которую составили: М. В. Ломоносов, Д. И. Менделеев, И. Ф. Пономарёв, Н. Н. Качалов, И. И. Китайгородский, И. В. Гребенщиков, А. А. Лебедев, Р. Л. Мюллер, К. С. Евстропьев, Е. А. Порай-Кошиц.
Как художник Шульц хорошо понимал и в своей научной работе, что «всякая концепция есть только образ и картина физических реальных явлений… нельзя, ослепляться образом или картиной и видеть в них реальные факты». Воображаемые и чисто интуитивные модели сыграли важную роль — даже отрицательные результаты ведут к более глубокому постижению, в то же время рассмотрение физической величины как qualitas occula (мистическое, потаённое), ведёт в тупик.
Руководствуясь этим принципом он стремился в научных изысканиях, в том числе и в совместных с учениками и сотрудниками, рассматривать теоретические положения с разных точек зрения, понимая, что в «метафизической концепции» новый ракурс подразумевает и новые возможности для решения тех или иных задач, исследований, ход которых он обязан был сформулировать и представить к реализации. Об этом красноречиво говорит и организаторский вектор его, не только как научного руководителя, но и как ответственного администратора: фундаментальные исследования и выполнение конкретных практических заданий, полученных коллективом как государственным учреждением. Это многократно подчёркивалось в публикациях, посвящённых деятельности учёного.
В частности, именно это сказано одним из его учеников, профессором А. А. Белюстиным в статье, предваряющей первую академическую библиографию исследователя (1989): диссертация Шульца (1964) формулирует задачи направлений длительных исследований лаборатории электрохимии стекла НИИХ ЛГУ. Но через 25 лет после защиты не все они были решены, однако достигнутое было весьма впечатляющим. «Мы видим проявление характерной для всей его научной деятельности черты: теснейшую связь „высокой теории“, разработки фундаментальных проблем науки с вопросами практики. Закономерна взаимосвязь между всеми направлениями его научного творчества, в котором по сути нет случайных работ — каждая является шагом вперёд, и каждая становится в дальнейшем „кирпичиком или целым блоком в здании науки, которое со своими коллегами и учениками возводит академик М. М. Шульц“».
…В наши дни наука всё меньше развивается как наука одного учёного. Существует наука коллективов. Поэтому путь преодоления дифференциации — в создании коллективов из специалистов разного профиля, разного опыта, но объединённых одними задачами.
Между прочим, это — необходимость найти общий язык — одна из сложнейших проблем контакта, например, физика и химика. Они говорят об одних и тех же вещах, но на разных языках и зачастую при рассмотрении одной и той же проблемы видят задачу в разных аспектах.
… Но индивидуальность остаётся индивидуальностью. Способность поставить проблему, найти ключевую проблему науки, по-моему, сугубо индивидуальна. …Пусть кто-то на полгода, год, на десять лет раньше откроет, а логика развития науки, она и другого, и третьего приведёт к тому же самому открытию.

— Из беседы корреспондента Виктора Сидорова с академиком М. М. Шульцем.
Школа Шульца — это 45 кандидатов наук, 8 докторов, из них двое — члены-корреспонденты РАН. Процесс становления учёного включает не только постижение теории и формальную практику, но и приобщение к научному мировоззрению руководителя, освоение методики эксперимента и развитие оригинальной методологии наставника. В соответствии со спецификой этой естественнонаучной школы к ней принадлежат не только универсанты, это — все сотрудники университетской лаборатории, и работавшие в институтской группе. С привлечением базы института выполнялись дипломные работы. Эта особенность служила тесному научному взаимодействию не только Института химии силикатов с университетом, но и многих других организаций, а многие их сотрудники также принадлежат к школе академика Шульца, и среди тех, кто через неё продолжает вышеозначенную традицию: И. Ю. Арчаков, В. А. Багатурова, Г. С. Багдасарова, К. Б. Бекишев, О. Г. Белокуров, А. А. Белюстин, С. А. Беседина, В. С. Бобров, Н. В. Борисова, И. М. Бушуева, И. В. Валова, Н. М. Ведищева, В. А. Долидзе, О. С. Ершов, Г. Г. Иванов, И. С. Ивановская, Е. Л. Кожина, В. Г. Конаков, Р. Константинова, Г. П. Лепнёв, Р. Мейсснер, Нгуен Тхе Хыу, А. И. Парфёнов, М. М. Пивоваров, А. М. Писаревский, И. П. Полозова, А. Г. Сармурзина, Э. П. Саруханова, А. С. Сергеев, С. А. Симанова, Н. А. Смирнова, В. Л. Столярова, Су-Южень, А. М. Тойкка, В. М. Ушаков, Э. Хайденрайх, А. Н. Хуцишвили, Чень Деюй, Б. А. Шахматкин, С. И. Шорников, Х. М. Якубов и др.; но в некоторой степени причастны к ней, конечно, и все посещавшие лекции М. М. Шульца в Санкт-Петербургском университете и «техноложке». Школа «Термодинамика и химическое строение стекла и оксидных расплавов» (ИХС РАН), основанная академиком М. М. Шульцем, отнесена к числу ведущих научных школ России
А. А. Белюстин рассказал:

Была у нас одна талантливая аспирантка. И вот пришла ей пора подводить итоги. Видим, что её работа сложна, объёмна, требует усилий целого коллектива, а времени на неё остаётся очень мало. Обратились за помощью к М. М. Шульцу. …И вот тут-то он дал нам возможность снова окунуться в незабываемую атмосферу коллективной атаки на проблему. Снова сидели допоздна за выводом формул, потом встречались обсуждали, выводили общее. Работу завершили успешно.

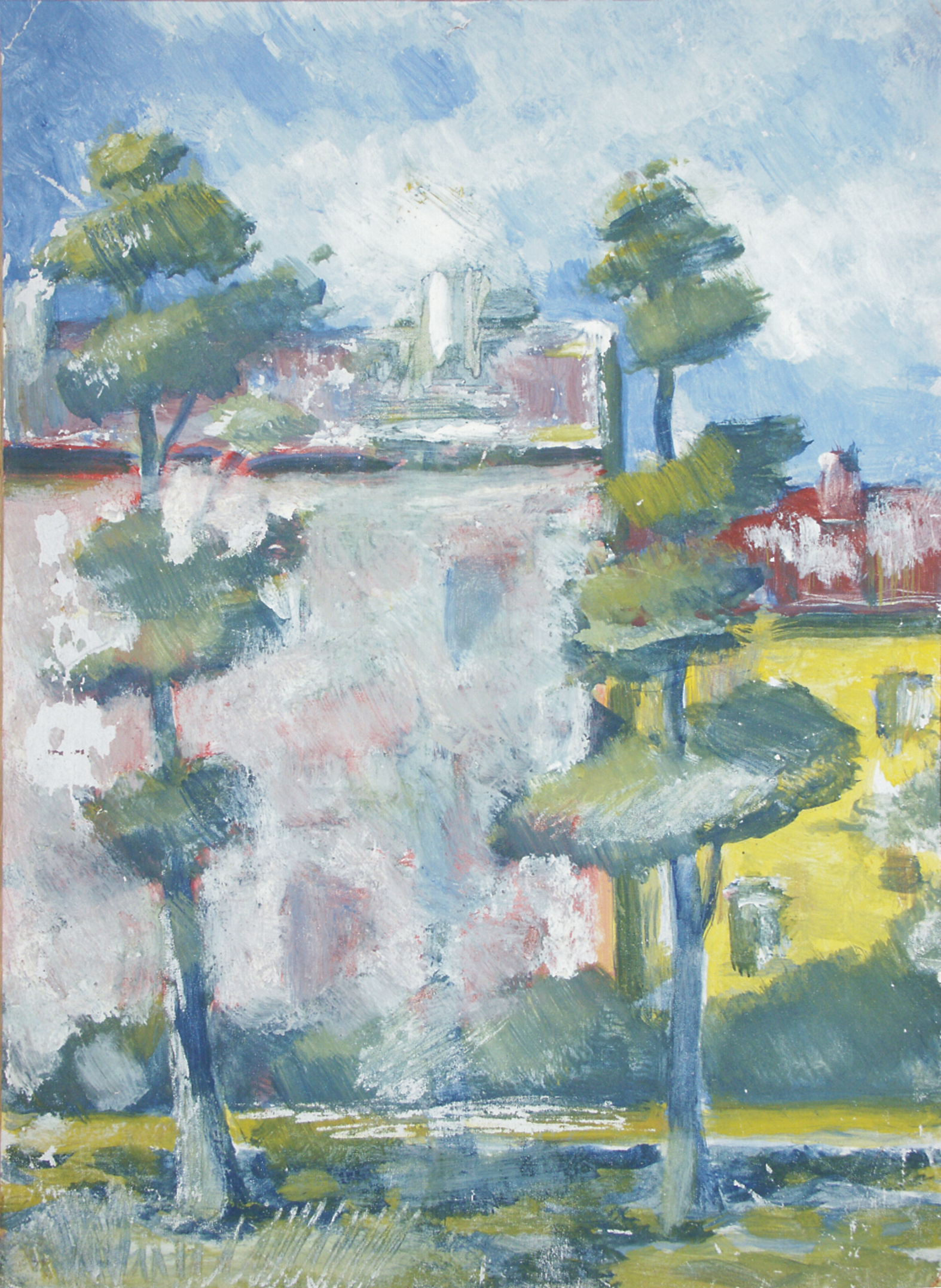
Михаил Шульц. Погожий денёк. 1970-е. Темпера

Учёный в течение более чем шестидесяти лет сотрудничал с очень многими исследователями — с довоенных лет, когда он начал работать над стеклянным электродом. Первые же опыты «внешнего» сотрудничества, вне стен университета, относятся к послевоенному времени, когда разработка средств контроля среды ядерного синтеза и формирования оружейного плутония имела первостепенное значение (именно в этих процессах крайне выжно термодинамическое понимание механизма натеривой функции и обратимости стеклянных электродов, которые незаменимы для аппаратного мониторинга pH растворов разделения урана и плутония, когда требования к корректности показаний аппаратуры без её калибровки чрезвычайно высоки), и впоследствии — с физиками и биологами, медиками и почвоведами, инженерами, производственниками и мн. др.
С конца 1940-х и вплоть до конца 1960-х годов Шульц поддерживал активные творческие отношения с П. А. Крюковым, ещё с 1930-х годов, как и сам Шульц, работавшим над стеклянным электродом, впоследствии — видным специалистом в гидрологии, океанологи и других смежных областях. Двадцать лет они вели деловую переписку.
Первое большое и продолжавшееся много лет сотрудничество было связано также с pH-метрией, стеклянным электродом, с организацией его массового производства. Это были интенсивное взаимодействия с московскими (В. П. Юхновский, А. С. Беневольский и др.) и харьковскими учёными (В. В. Александров, Н. А. Измайлов), с Тбилисским СКБ «Аналитприбор» (В. А. Долидзе, Г. А. Симонян и мн. др.), а также — с «почтовыми ящиками» и многими другими организациями. В период с момента включения Гомельского завода измерительных приборов в производство аналитической аппаратуры в 1959 году только по 1967 год выпуск электродов стеклянных и вспомогательных — промышленного и лабораторного назначения, вырос с 1,5 тыс. почти до 2 млн шт. Количество электродного стекла всех типов, сваренного на заводе за этот же период выросло с 1 тыс. более чем до 200 тыс. кг.
Уже в пятидесятые годы ряд публикаций Шульца привлёк внимание иностранных учёных. Запросы делали: крупнейший специалист по теории стеклянного электрода академик Венгерской АН Б. Лендьел (венг. Lengyel Béla), известный английский «стекольщик» профессор Р. У. Даглас (англ. R. W. Douglas, впоследствии президент ICG, немецкий учёный, пионер электрохимической сенсорики академик К. Швабе (нем. K. Schwabe). Высочайшую оценку деятельности в развитии pH-метрии Б. П. Никольского и М. М. Шульца дал один из самых авторитетных специалистов в данной области — Р. Г. Бейтс (англ. Roger G. Bates; с 1979 года Шульц входил в состав советской рабочей группы по сотрудничеству АН СССР и Национального бюро стандартов США, однако уже в профиле своей деятельности на посту директора ИХС — в том числе и в формировании Номенклатуры неорганических соединений ИЮПАК). В 1964 году американский биофизик Дж. Эйзенман (англ. G. Eisenman) издал объёмную монографию, в которую было включено несколько работ Б. П. Никольского, М. М. Шульца и др.

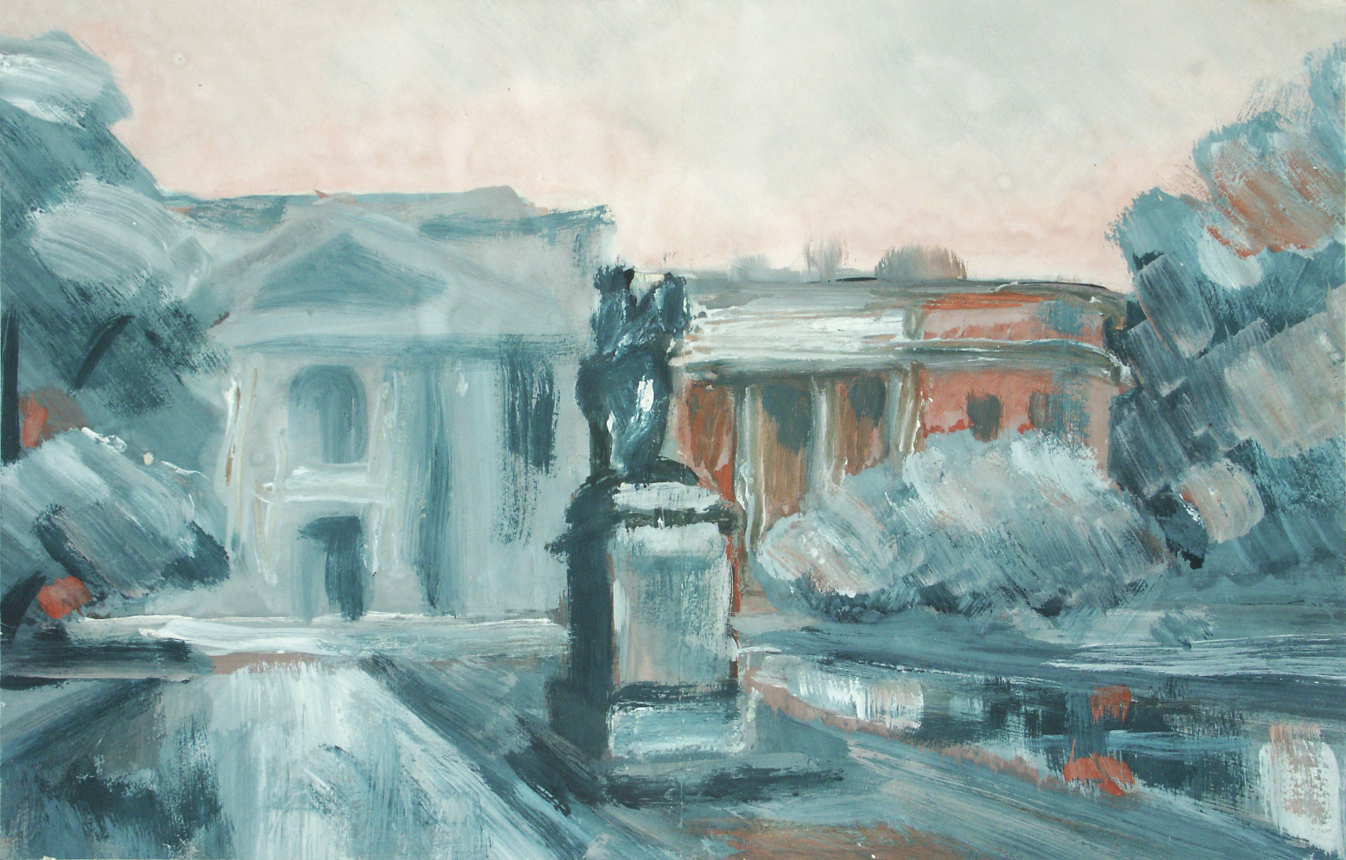
Михаил Шульц. Инженерный замок. 1960. Темпера

Многолетнее сотрудничество с 1950—1960-х годов связывало учёного с биологами, цитологами, медиками и почвоведами, это — сотрудники Института цитологии А. С. Трошин и А. А. Лев, плодотворной была работа с латвийским медиком, одним из основоположников теории внутрижелудочной pH-метрии Е. Ю. Линаром. В то время Шульцем с сотрудниками успешно велась разработка радиокапсулы для гастроскопи этим методом — в период с 1950-х годов до недавнего прошлого — аналогичные задачи решались многими учёными развитых стран. Успешно развивалось сотрудничество с одним из первых учёных, занимавшихся микроэлектродным измерением электрического мембранного потенциала клетки — московским биофизиком Г. А. Куреллой. С 1968 года Шульц сотрудничал с академиком Ю. А. Овчинниковым, они работали в «мембранных» комиссиях академии, регулярным были их творческие контакты не только в пределах этой темы.
Шульц участвовал в множестве дискуссий, конференций, семинаров и других научных форумов. Существует много свидетельств его умению полемизировать, обладанию чувством юмора, его выдержке и такту в научной беседе. Эти его качества учитывались при поручении ему достаточно ответственных функций дипломатического характера, этим же определялось в какой-то степени его участие во многих комиссиях и комитетах. Многие участники научных мероприятий отмечали такую особенность Шульца как интеллектуальная щедрость: зачастую он с лёгкостью делился живыми идеями, предположениями, гипотезами, ранее отсутствовавшими в научном обороте.
В июле 1978 года в Йене (ГДР) в Университете имени Ф. Шиллера прошёл 1-й Коллоквиум Отто Шотта (1 Internationales Otto-Schott-Kolloquium. Der Friedrich Schiller Universität. Jena. 10—14 Juli 1978), посвящённый памяти немецкого «стекольщика», деятельность которого очень тесно связана с университетом научным сотрудничеством с Эрнстом Аббе, немецким учёным, физиком-оптиком, создателем теории формирования изображений в микроскопе и технологии важных разделов оптико-механической промышленности. Программный комитет коллоквиума составили те, кто входил в число основных инициаторов мероприятия — профессора В. Фогель (нем. W. Vogel; ГДР), М. М. Шульц (СССР) и Н. Й. Крейдль (англ. Norbert J. Kreidl; США). Эта традиция продолжается и поныне. И это лишь частный пример, иллюстрирующий активную роль Шульца в вопросах взаимодействия исследователей — он был в числе организаторов очень многих мероприятий такого рода.

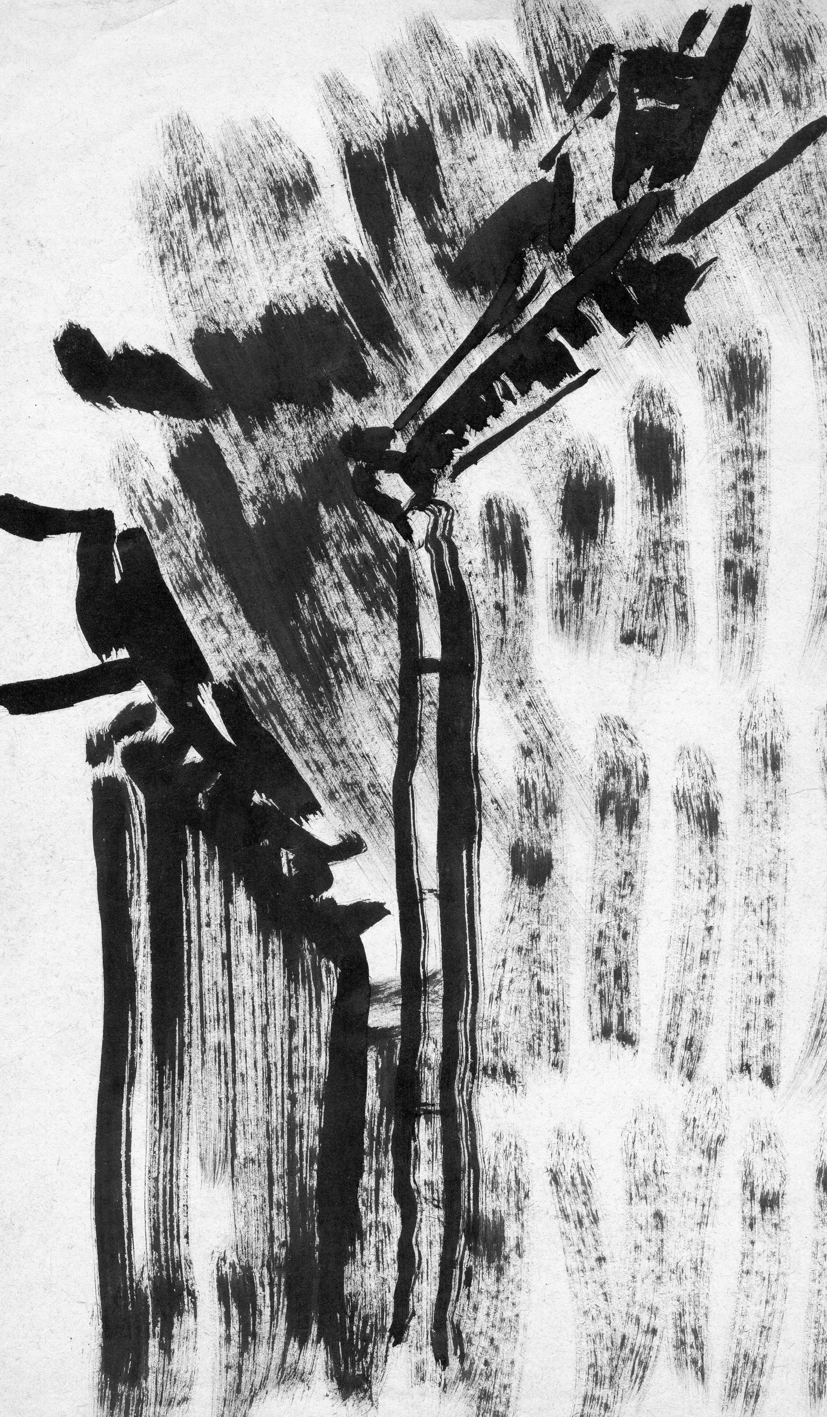
Михаил Шульц. Гроза над Васильевским. 1969. Тушь

Конечно, очень важен талант учёного, который видя обилие разрозненных добытых наукой фактов, почувствует: что-то должно появиться новое, как будто в сгустившейся грозовой атмосфере вот-вот обязательно сверкнёт молния. И почти всегда находится учёный, который также чувствует сгустившуюся атмосферу и готов совершить открытие. …Вот почему прогнозировать открытия всегда трудно. Иное дело — высказать желания. Это легче.
Конечно, очень хочется получить пластичные неорганические стёкла, но с прочностными свойствами современных нам стёкол. Некоторые сдвиги в решении этой проблемы есть.
Многие учёные мечтают получить ковкое стекло… Я думаю, на рубеже веков эта задача найдёт решение. А решению должно предшествовать понимание, как изменить структуру, чтобы получить нужные нам свойства. И тут… ладно уж, скажу, может быть, фантазируя: в металле существенна для нас так называемая металлическая связь. К этому, может быть, и надо идти в работе с оксидными материалами. Но как это сделать, я и сам не представляю. Понимаю, что тут важно исследовать связь электронного строения с механическими свойствами материала, что надо не так робко, как это делается сегодня, подходить к фундаментальным глубинным проблемам вроде пластичности оксидных материалов.
— Из беседы корреспондента Виктора Сидорова с академиком М. М. Шульцем
Сотрудниками или соавторами Шульца в разные годы были Е. А. Матёрова, О. К. Стефанова, О. В. Мазурин, В. Л. Столярова, В. И. Рахимов, Р. Б. Добротин, В. В. Моисеев; общался с такими учёными, как С. А. Щукарев, Ю. В. Морачевский, Г. Н. Флёров, Е. Ф. Гросс, А. М. Прохоров, Н. Н. Семёнов, А. И. Берг, Н. М. Жаворонков, В. А. Фок, Ж. И. Алфёров, А. Н. Мурин, И. П. Алимарин, В. И. Гольданский, К. Я. Кондратьев, Н. П. Харитонов, А. Н. Лазарев, В. Н. Филиппович, Н. А. Торопов, Н. А. Домнин, Я. В. Дурдин, Е. А. Порай-Кошиц, К. П. Мищенко, К. С. Евстропьев, Л. С. Лилич, В. М. Вдовенко, М. С. Захарьевский, А. Г. Морачевский, М. П. Сусарев, В. В. Пальчевский, Ф. М. Куни, Х. М. Якубов.

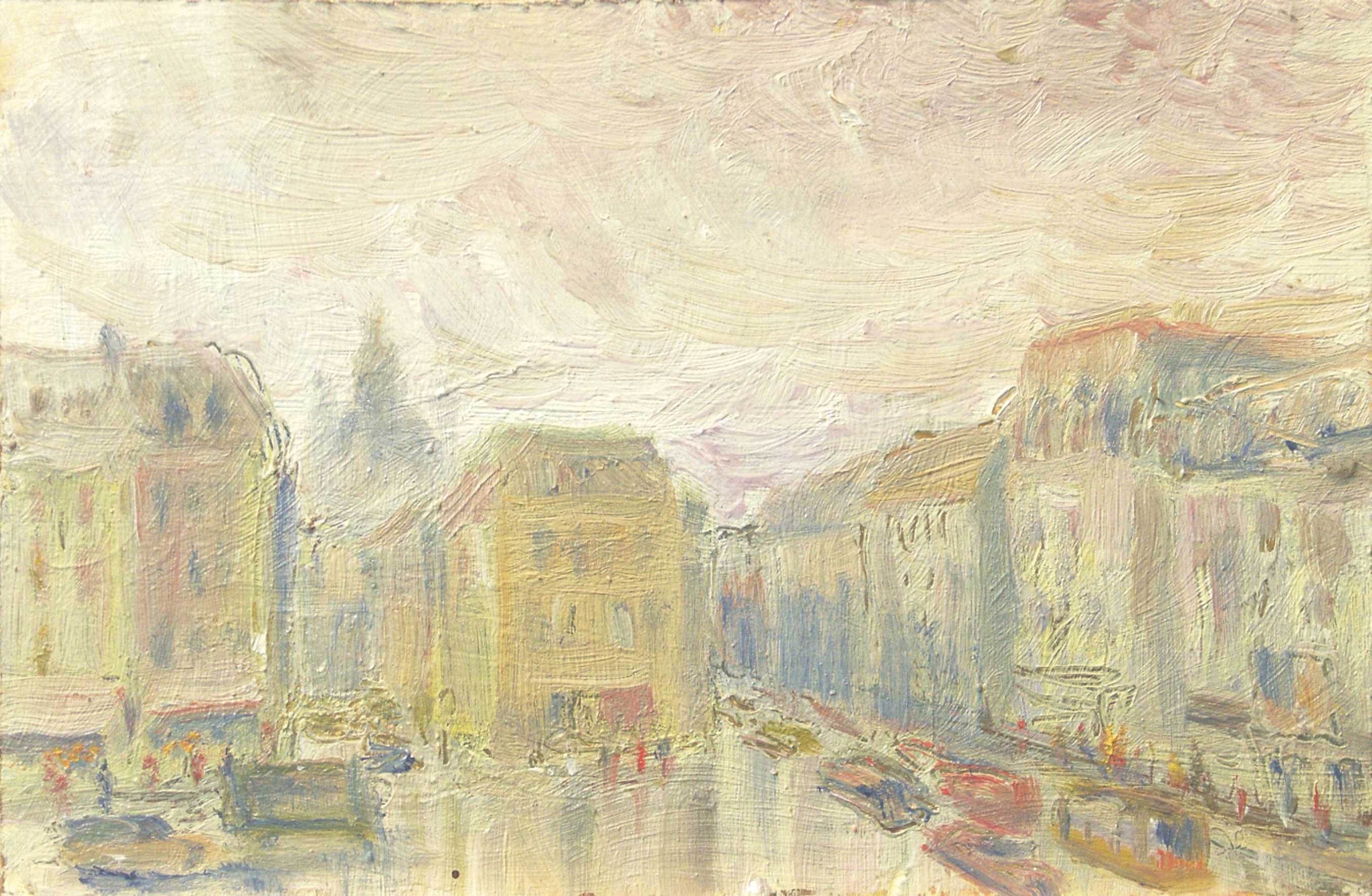
Михаил Шульц. Туманный Париж. 1976. Масло

Много лет развивалось сотрудничество с венгерскими, немецкими, индийскими, французскими, американскими, итальянскими, испанскими, японскими, чешскими и словацкими, китайскими учёными, исследователями многих других стран. Среди них были такие признанные специалисты в своих дисциплинах, как Д. Изард (англ. J. O. Isard), Ф. Бауке (нем. F. Baucke), Э. Пунгор (венг. E. Pungor); — президенты ICG: Н. Й. Крейдль (англ. N. J. Kreidl, US), Д. Стивелс (нидерл. J. M. Stevels, NL), Р. У. Даглас (англ. R. W. Douglas, UK), E. Станек (чеш. J. Stanek, CZ), П. Жиляр (фр. P. Gilard, BE), Х. Шольце (нем. H. Scholze, DE), В. Готтарди (итал. V. Gottardi, IT), В. Приндл (англ. W. R. Prindle, US), Й. Петцольдт (нем. J. Petzoldt, DE), Д. Пай (англ. L. D. Pye, US), Х. Шаффер (нем. H. A. Schaeffer, DE), А. Яраман (A. Yaraman, TU), Н. Сога (N. Soga, JP) и мн. др. Плодотворными были научные контакты с известным геохимиком, минералогом, таким же последовательным сторонником насажденения термодинамических методов, А. Муаном (норв. Arnulf Muan, США), который в начале 1970-х годов вёл курс лекций в Москве, тогда же он посещал Институт химии силикатов. Много лет поддерживали научный диалог М. М. Шульц и Ф. Брэй (англ. Philip Bray, США) — пионер исследований стёкол методом ЯМР. Такими же взаимно полезными были — сотрудничество и с профессором П. Хагенмюллером (фр. Paul Hagenmuller, Франция) и многими другими французскими учёными; — некогда возглавлявшим французскую космическую программу, а впоследствии — одним из руководителей старейшей французской стекольной компании Сан-Гобен, президентом ICG Ж.-П. Коссом (фр. J.-P. Causse), — работа с английским «стекольщиком» профессором А. Райтом (англ. Adrian C. Wright), — американской исследовательницей И. Менгер (англ. Eve Menger), представлявшей правительственную программу и крупнейшую стекольную корпорацию Corning.

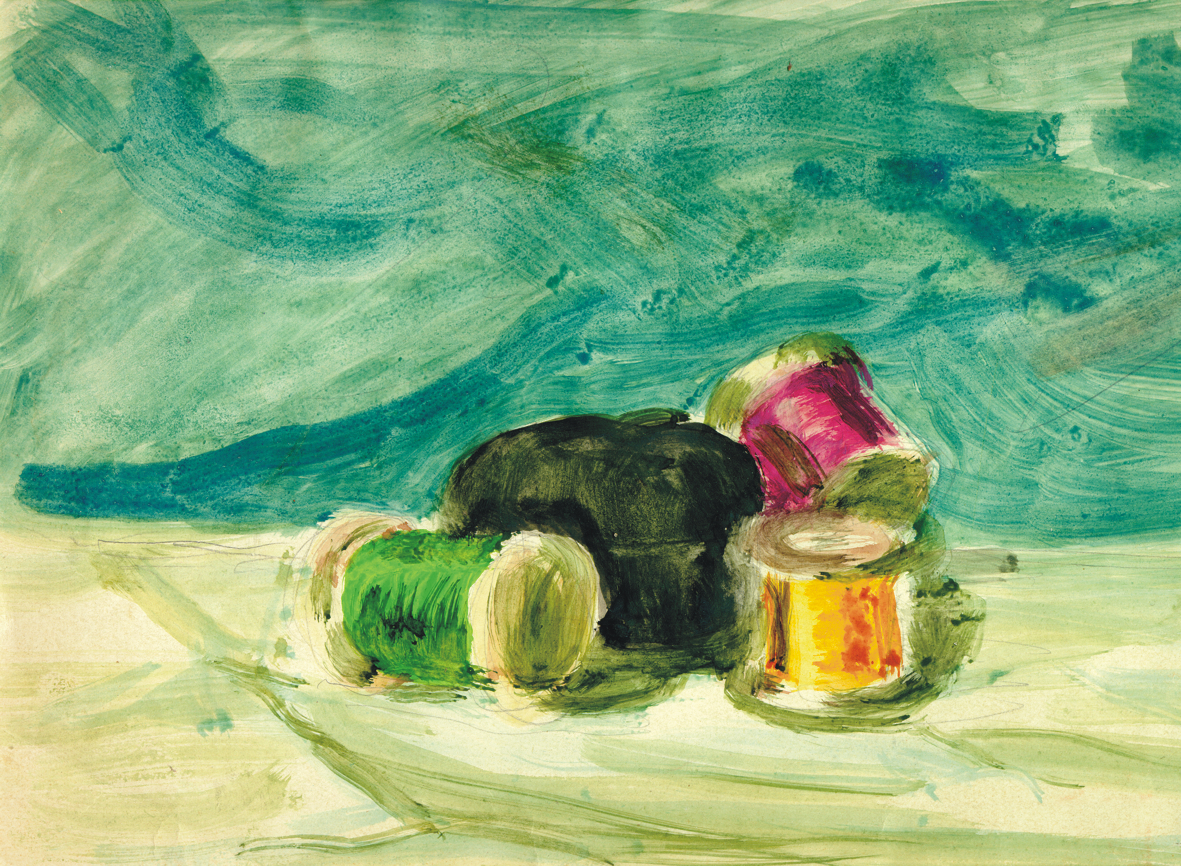
Михаил Шульц. Катушки. 1973. Гуашь

В 1978 году Шульц был включён в Совет Международной Комиссии по стеклу, единственного в то время объединения, в котором были представлены все развитые страны мира: учёному принадлежит заслуга принятия в 1979 г. России в эту наиболее авторитетную организацию данного профиля (ICG — осн. в 1933 г.), первым её ассоциированным членом, представлявшим страну, стал Институт химии силикатов АН СССР; а в июле 1989 году, в дни своего 70-летия, Шульц был президентом проходившего в Ленинграде XV Международного конгресса по стеклу. 7-9 сентября 1999 года прошла Международная конференция «Термодинамика и химическое строение расплавов и стёкол», посвящённая 80-летию академика М. М. Шульца (Санкт-Петербург, ИХС, Российская Академия Наук). Он был президентом Российского керамического общества (1995—2002). 1 июля 2009 года в день 90-летия академика М. М. Шульца в Институте химии силикатов прошла конференция, посвящённая памяти учёного.

### Участие в научных и общественных организациях
- 1968 — член Комиссии АН СССР «Изучение физико-химических основ синтетических и биологических мембран и их использование в технике»
- 1972—1988 — председатель секции «Ионоселективные мембранные системы» Научного совета АН СССР по комплексной проблеме «Биологические мембраны и использование принципов их функционирования в практике»
- 1973 — избран действительным членом Французского химического общества.
- 1973—1983 — в Экспертной комиссии по присуждению золотой медали им. Д. И. Менделеева.
- 1974 — координатор от советской стороны программ научного сотрудничества с венгерским Научно-исследовательским и проектным институтом силикатной промышленности в Будапеште.
- 1974—2002 — в бюро, с 1992 заместитель академика-секретаря Отделения физикохимии и технологии неорганических материалов АН СССР (РАН)
- 1975 — член оргкомитета и участник работы XI Менделеевского съезда в качестве председателя секции «Химия и технология силикатов»
- 1975—1989 — в бюро философских (методологических) семинаров ленинградских институтов АН СССР
- 1975 — член научного совета АН СССР по неорганической химии (состоял до конца своих дней).
- 1976—1988 — член Научного совета АН СССР по химической термодинамике и термохимии, с 1984 года — председатель Совета.
- 1977—1990 — член Научного совета ГКНТ СССР по проблемам «Новые неорганические материалыи покрытия на основе тугоплавких соедининий»
- 1978 — член оргкомитета Первого международного коллоквиума памяти Отто Шотта в Университете им. Фридриха Шиллера (Йена).
- 1978—1987 — в бюро Научного совета АН СССР по проблеме «Физико-химичесике основы получения новых жаростойких неорганических материалов»
- 1978—1988 — в бюро Межведомственного научно-технического совета по защите металлов от коррозии ГКНТ СССР, Госплана СССР и АН СССР; «Неорганические защитные материалы и покрытия»
- 1979 — координатор программы научного сотрудничества с Институтом неорганической химии Словацкой академии наук.
- 1979 — член советской рабочей группы по сотрудничеству АН СССР и Национального бюро стандартов США
- 1979—1991 — в бюро Международного координационного совета (МКС) АН СССР
- 1979—1991 — председатель Научного совета по химическим наукам МКС АН СССР
- 1979—1998 — член Научного совета АН СССР по электрохимии (с 1988 — Научный совет АН СССР по электрохимии и коррозии).
- 1981—1990 — заместитель председателя Научного совета АН СССР по строительной механике и теории конструктивных форм, председатель секции «Строительные материалы»
- 1984 — заместитель председателя оргкомитета XIII Менделеевского съезда, посвящённого 150-летию Д. И. Менделеева. Куратор подготовки и проведения съезда в Ленинграде. Один из одиннадцати докладчиков.
- 1984—1996 — член Президиума Санкт-Петербургского (до 1991 года — Ленинградского) научного центра РАН (до 1991 — АН СССР)
- 1987—1990 — член советской части Координационного комитета академий наук социалистических стран по новым материалам, координатор направления «Защита металлов от коррозии»
- 1988 — председатель Научного совета АН СССР по новым неметаллическим материалам (с 1999 — Научный совет РАН по керамическим и другим неметаллическим материалам).
- с 1989 года — в Комитете по Ленинским и Государственным премиям СССР в области науки и техники при Совете Министров СССР.
- 1989—1998 — член Международного научно-технического совета по Государственной программе «Перспективные материалы» (с 1996 — «Новые материалы»), председатель Научного совета «Стекломатериалы»
- 1990 — сопредседатель Координационного комитета по новым материалам академий наук соцстран (постоянная рабочая группа «Стекломатериалы»).
- 1991—2000 — Председатель Экспертной комиссии по присуждению премии им. И. В. Гребенщикова
- 1992—2001 — в Бюро Объединённого научного совета по проблемам механики, прочности и материаловедению Междисциплинарного координационного совета Санкт-Петербургского научного центра РАН; председатель Научного совета по проблеме «Материаловедение и технология новых неметаллических материалов»
- 1992 — Координатор от российской стороны подготовки соглашения о проведении совместных научных исследований с международной корпорацией «Corning».
- 1992 — Координатор планов научного сотрудничества с Институтом неорганической химии Словацкой академии наук.
- 1993 — Координатор от российской стороны обсуждения результатов совместных научных исследований в рамках соглашения с «Corning» в США и Франции.
- 1993 — Координатор от российской стороны программы научного сотрудничества в рамках договора между Институтом неорганической химии Словацкой академии наук и ИХС РАН
- 1993—1998 — Член Научного совета по программе «Приоритетные направления химической науки» Государственной научно-технической программы России «Новый принцип и методы получения химических веществ и материалов».

Участвовал в организации и работе Менделеевских съездов (с 1959 по 2004 год), был заместителем их председателей, на многих съездах — председателем секций.
Участвовал в большом количестве съездов, конгрессов, конференций, симпозиумов и других научных встреч (с 1967 — и зарубежных).
- 1972—1978 — член редколлегии журнала «Электрохимия»
- C 1973 — член редколлегии журнала «Cement and Concrete Research» и издательства «Pergamon Press[англ.]» — в дальнейшем Elsevier.
- 1974 — главный редактор, с 1991 года — член редколлегии журнала «Физика и химия стекла». Журнал задуман был ещё И. В. Гребенщиковым в 1940-е годы, но после многолетних безуспешных попыток предшественников добился его издания при активной поддержке академика А. М. Прохорова именно М. М. Шульц.
- 1981—1987 — член редколлегии международного журнала Revue de Chimie Minerale
- 1982 — член редколлегии «Журнала прикладной химии» (состоял до конца своей научной деятельности).
- 1988—1992 — член редколлегии журнала «European Journal of Solid State and Inorganic Chemistry»
- 1991 — член редколлегии журнала «Доклады Российской академии наук» (состоял до конца своей научной деятельности).
- 1994 — член редколлегии международного журнала «Техника и технология силикатов» (состоял до конца своей научной деятельности).

## Награды и научное признание
- Герой Социалистического Труда (1991);
- 2 ордена Ленина (1979, 1991);
- 2 ордена Трудового Красного Знамени (1971, 1975);
- 2 ордена Отечественной войны II степени (1945, 1985);
- Лауреат Государственных премий СССР (1973, 1986);
- 1954 — Лауреат Университетской премии;
- 1956 — Лауреат Первой Университетской премии за работу «Теория стеклянного электрода» (с соавторами; приказ ректора ЛГУ от 25 февраля 1957 года);
- XVI Авиценовский чтец (2 октября 1981 года, Душанбе);
- XXXIX Менделеевский чтец (24 марта 1983 года);
- 1999 — Лауреат премии имени И. В. Гребенщикова РАН за серию работ «Термодинамика и химическое строение оксидных расплавов и стёкол»;

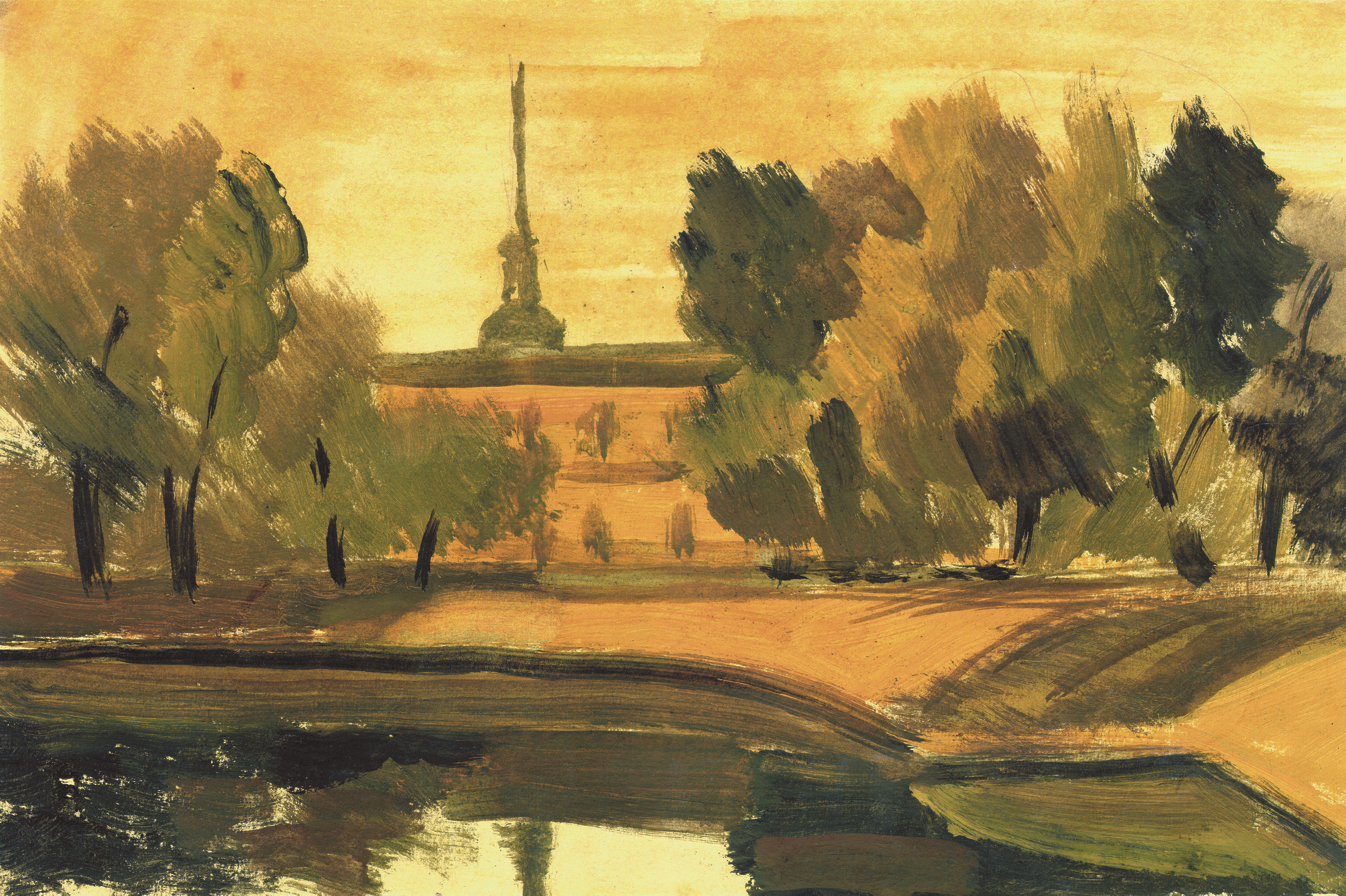
М. Шульц. Инженерный замок II. 1960. Темпера, гуашь.

- 1996 — Лауреат премии Международной академической издательской компании (МИАК) «Наука-Интерпериодика» за цикл статей «Термодинамика стёкол и стеклообразующих расплавов; теория и эксперимент»;
- 2000 — Лауреат премии Международной академической издательской компании (МИАК) «Наука—Интерпериодика» за цикл статей «Современная термодинамика и теоретические исследования»;
- 2003 — Лауреат премии им. Д. И. Менделеева за цикл фундаментальных и прикладных исследований в области физико-химии и термодинамики оксидных систем, обеспечивающих создание новых стеклообразных и керамических материалов для машиностроения, строительства и приборостроения[102] — в честь 300-летнего юбилея Санкт-Петербурга;
- Почётный профессор Технологического института (1998)
- Почётный профессор СПбГУ (2005);
- Заслуженный инженер России (11 сентября 2000)[103];

С 1991 года к государственным наградам орденского статута не представлялся.
7 апреля 2001 года президентом В. В. Путиным без видимых формальных поводов и причин — «за большой вклад в развитие отечественной науки и подготовку высококвалифицированных кадров» академику М. М. Шульцу была выражена благодарность.
Удостоен многих медалей, в том числе «За оборону Ленинграда» (1943), «За трудовое отличие» (1961), «Ветеран труда» (1985), медалей ВДНХ, и иностранных, государственных грамот и др. специальных наград. М. М. Шульц был председателем и состоял во многих государственных и международных комиссиях, комитетах и научных обществах.

## Адреса в Санкт-Петербурге
- Мемориальная доска на фасаде здания Института химии силикатов им. И. В. Гребенщикова — стрелка Васильевского острова, набережная Макарова, дом № 2. Доска открыта в день 90-летия академика М. М. Шульца — 1 июля 2009 года[106][107].

Похоронен на Репинском кладбище.

## Потомки
Игорь Михайлович Шульц (14 февраля 1945 — 28 сентября 2013) — физико-химик, выпускник химического факультета (ЛГУ).
Алексей Михайлович Шульц (р. 25 августа 1953) — график, живописец. генеалог; состоял в Союзе художников России (с 1999). был сотрудником Музея-архива Д. И. Менделеева (1970—2007).
У Михаила Михайловича два внука и две внучки, несколько правнуков.

## Литература

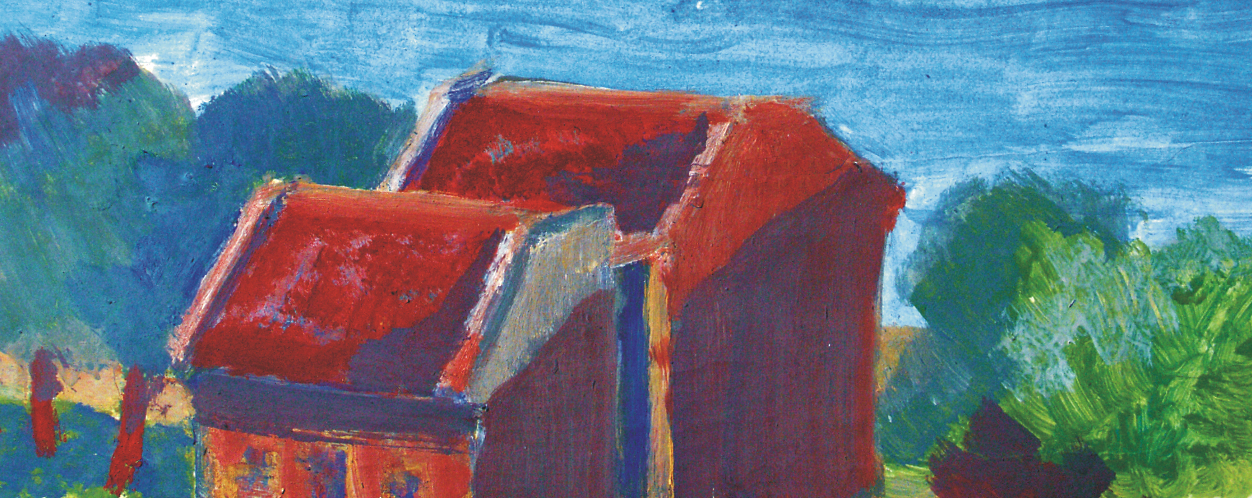
М. Шульц. Небо, что в реке. 1975. Темпера